# Lori Williams
Lori Williams (Pittsburgh, 23 marzo 1946) è un'attrice cinematografica statunitense, nota principalmente per aver interpretato il ruolo di Billie nel cult movie Faster, Pussycat! Kill! Kill!, diretto da Russ Meyer nel 1965.

## Biografia
La Williams debuttò nel cinema interpretando la parte di una ballerina, nel film musicale A Swingin' Summer. Dopo aver interpretato Faster, Pussycat! Kill! Kill! partecipò a un altro film, quindi apparve in due film per la televisione. Nel 2005 ritornò sulle scene partecipando al documentario Go, Pussycat, Go!, girato per celebrare il quarantennale di Faster, Pussycat! Kill! Kill!.

## Filmografia
- A Swingin' Summer di Robert Sparr (1965)
- Faster, Pussycat! Kill! Kill! di Russ Meyer (1965)
- It's a Bikini World di Stephanie Rothman (1967)
- Love, American Style di Joseph Barbera e Terry Becker (serie TV) (1969)
- The Marvelous Land of Oz di John Clark Donahue e John Driver (film TV) (1981)
- Go, Pussycat, Go! di David Gregory (documentario) (2005)